# Hussein Hegazi
Hussein Hegazi (in arabo حسين محمد حجازي‎?; Il Cairo, 14 settembre 1891 – Il Cairo, 8 ottobre 1961) è stato un calciatore egiziano, di ruolo attaccante. È stato il primo calciatore egiziano a giocare in Inghilterra e il primo egiziano ed arabo a giocare in Europa

## Carriera

### Nazionale
Con la nazionale egiziana partecipò ai Giochi olimpici di Anversa e a quelli di Parigi, andando a segno in entrambe le rassegne a cinque cerchi; nel 1924 fu anche l'allenatore della selezione.

## Palmarès

### Club

#### Competizioni nazionali
- Coppa del sultano Hussein: 2

Al-Ahly: 1922-1923, 1928-1929

#### Competizioni regionali
- Campionato del Cairo: 1

Al-Ahly: 1928-1929